# Катакомбы (1940)
«Катакомбы» (чеш. Katakomby) — чехословацкий чёрно-белый художественный фильм, кинокомедия, снятая режиссёром Мартином Фричем в 1940 году на студии Universum Film AG. Экранизация пьесы.
Сценарист Вацлав Вассерман.
Премьера фильма состоялась 23 февраля 1940 года.

## Сюжет
Старый чиновник Борман работает в помещении Земельного управления. Среди его коллег — молодой и красивый доктор Марек, которого навещает его друг, инженер Рудик. Объект их общего интереса — две молодые женщины, появившиеся в окнах дома напротив. Одна из них — Ирена, дочь директора их управления, другая — Настя, подруга директора. Когда устраивают торжественный прием в честь директора, приглашают и доктора Марека из-за отсутствия мужчин, которые могли бы составить дамам компанию, а так как директор — заядлый картёжник, приглашают и Бормана, в качестве третьего игрока. Пока Марек старается произвести хорошее впечатление на директора и его жену, ему попадается на глаза Настя, за столом происходит настоящая карточная битва.

## В ролях
- Власта Буриан — Борман
- Ярослав Марван — Сикора, руководитель офиса
- Теодор Пиштек — Клосек, президент
- Адина Мандлова — Настя
- Наташа Голлова — Ирена
- Антонин Новотны — доктор Марек
- Рауль Шранил — инженер Рудик
- Ружена Шлемрова — Мальвина
- Богуслав Загорский — Глинка, аудитор
- Франтишек Филиповский — Шмид, клерк
- Милош Недбал — Линка, старший аудитор
- Ченек Шлегл